# 87 Геркулеса
87 Геркулеса (лат. 87 Herculis, HD 162211) — одиночная звезда в созвездии Геркулеса на расстоянии приблизительно 209 световых лет (около 64,2 парсек) от Солнца. Видимая звёздная величина звезды — +5,106m. Возраст звезды определён в среднем как около 1,023 млрд лет.

## Характеристики
87 Геркулеса — оранжевый гигант спектрального класса K0IIIb, или K0III, или K0, или K1IV, или K2III. Масса — около 2,167 солнечных, радиус — около 11,958 солнечных, светимость — около 50,018 солнечных. Эффективная температура — около 4526 K.

## Планетная система
В 2019 году учёными, анализирующими данные проектов HIPPARCOS и Gaia, у звезды обнаружена планета.